# Stadler Rail

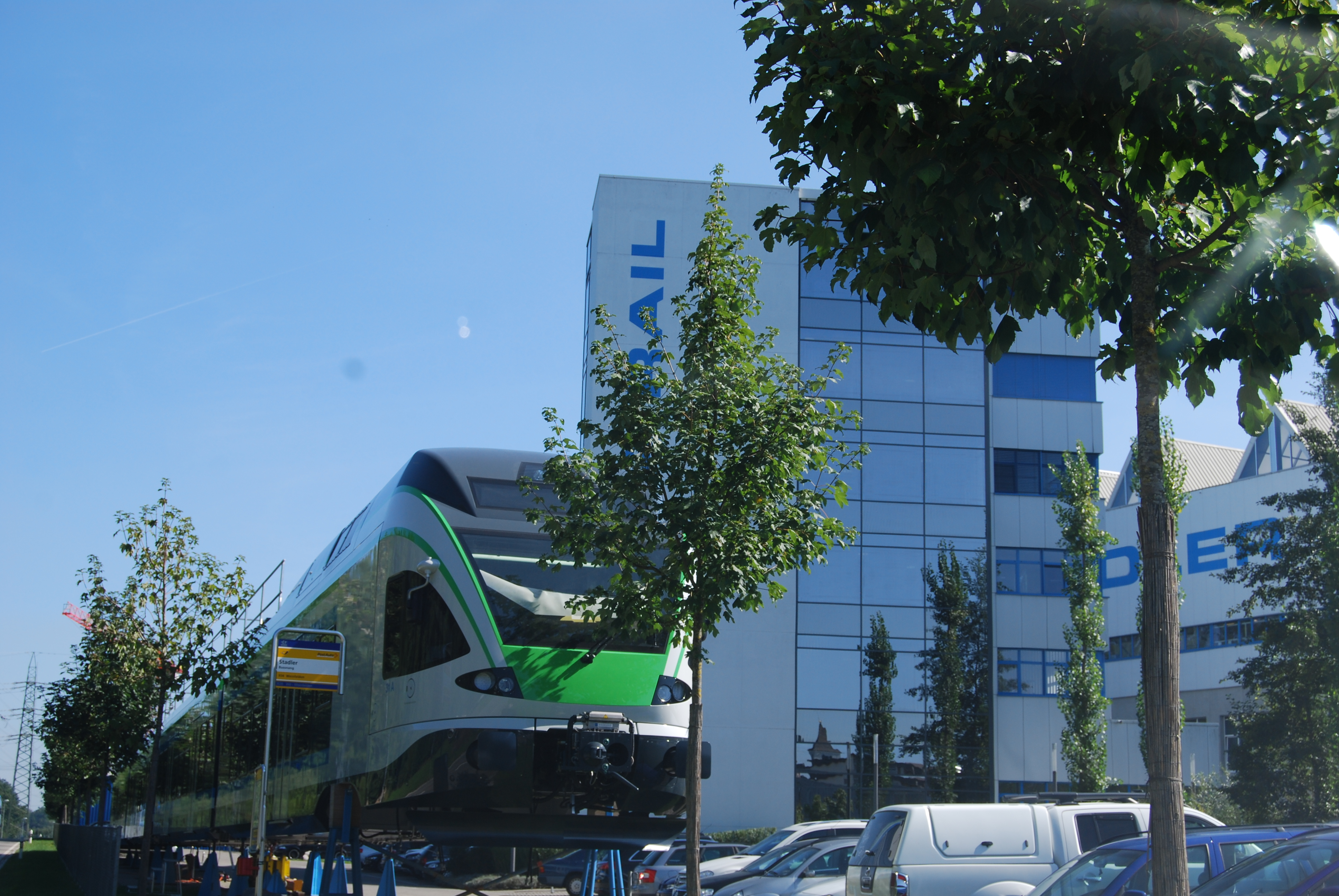
Siedziba przedsiębiorstwa

Stadler Rail – szwajcarska spółka akcyjna z siedzibą w Bussnang zajmująca się produkcją pojazdów szynowych. Przedsiębiorstwo zostało założone w 1942 w Zurychu przez Ernsta Stadlera, w 1945 rozpoczęło wytwarzanie pierwszych lokomotyw, a w 1962 uruchomiono zakład, przy którym mieści się jego obecna siedziba. Spółka pełni funkcję podmiotu nadrzędnego dla innych przedsiębiorstw wchodzących w skład grupy Stadler Rail, która jest obecna w kilkunastu państwach świata. W 2006 utworzono spółkę Stadler Polska, a rok później uruchomiono fabrykę w Siedlcach.

## Historia
W 1942 Ernst Stadler założył biuro konstrukcyjne w Zurychu, a trzy lata później rozpoczęto produkcję manewrowych lokomotyw akumulatorowych i spalinowych. W 1962 wybudowano i uruchomiono pierwszą halę montażową w Bussnang, po czym przeniesiono tam siedzibę przedsiębiorstwa. Od 1976 nosiło ono nazwę Stadler Fahrzeuge AG. W 1984 rozpoczęto produkcję szynowych pojazdów pasażerskich, a w 1989 spółka została przejęta przez Petera Spuhlera. W 1995 Stadler zaprezentował pierwszy przegubowy wagon GTW 2/6. W 1997 przedsiębiorstwo przejęło fabrykę Schindlera w Altenrhein, a rok później dział kolei zębatej dawnych zakładów Schweizerische Lokomotiv- und Maschinenfabrik. W 2000 w Berlinie utworzono spółkę jako joint venture z przedsiębiorstwem Adtranz, a w następnym roku przejęto w niej 100% udziałów. W 2001 przejęto zakład Partner für Fahrzeugausstattung z Weiden in der Oberpfalz będący w stanie upadłości oraz rozbudowano siedzibę w Bussnang, a w 2002 świętowano 60-lecie przedsiębiorstwa oraz uruchomiono filię berlińskiej spółki w Velten. W 2002 również zaprezentowano pierwszy zespół FLIRT. W 2004 kolejny raz rozbudowano zakład w Bussnang, a w 2005 utworzono oddział na Węgrzech i przejęto zakład Winpro w Winterthur. W 2006 utworzono spółkę Stadler Polska, w 2008 spółkę Stadler Algieria, a w 2009 spółkę Stadler Praga. W 2010 uruchomiono centrum testowo-odbiorcze w Erlen, a rok później otwarto centrum serwisowe w Linz, halę produkcyjną Berlin-Hohenschönhausen i zakład Stadler Reinickendorf spółki o tej samej nazwie, a także utworzono oddział w USA. W 2012 powstała spółka Stadlera w Mińsku, a w 2015 utworzono oddziały w Hiszpanii i Australii. W 2016 uruchomiono fabrykę w USA, a 3 kwietnia 2017 w Chemnitz otwarto 60-osobowe biuro inżynierskie. Pod koniec września 2017 poinformowano, że z początkiem następnego roku Peter Spuhler przekaże stanowisko prezesa zarządu Thomasowi Ahlburgowi.

## Działalność

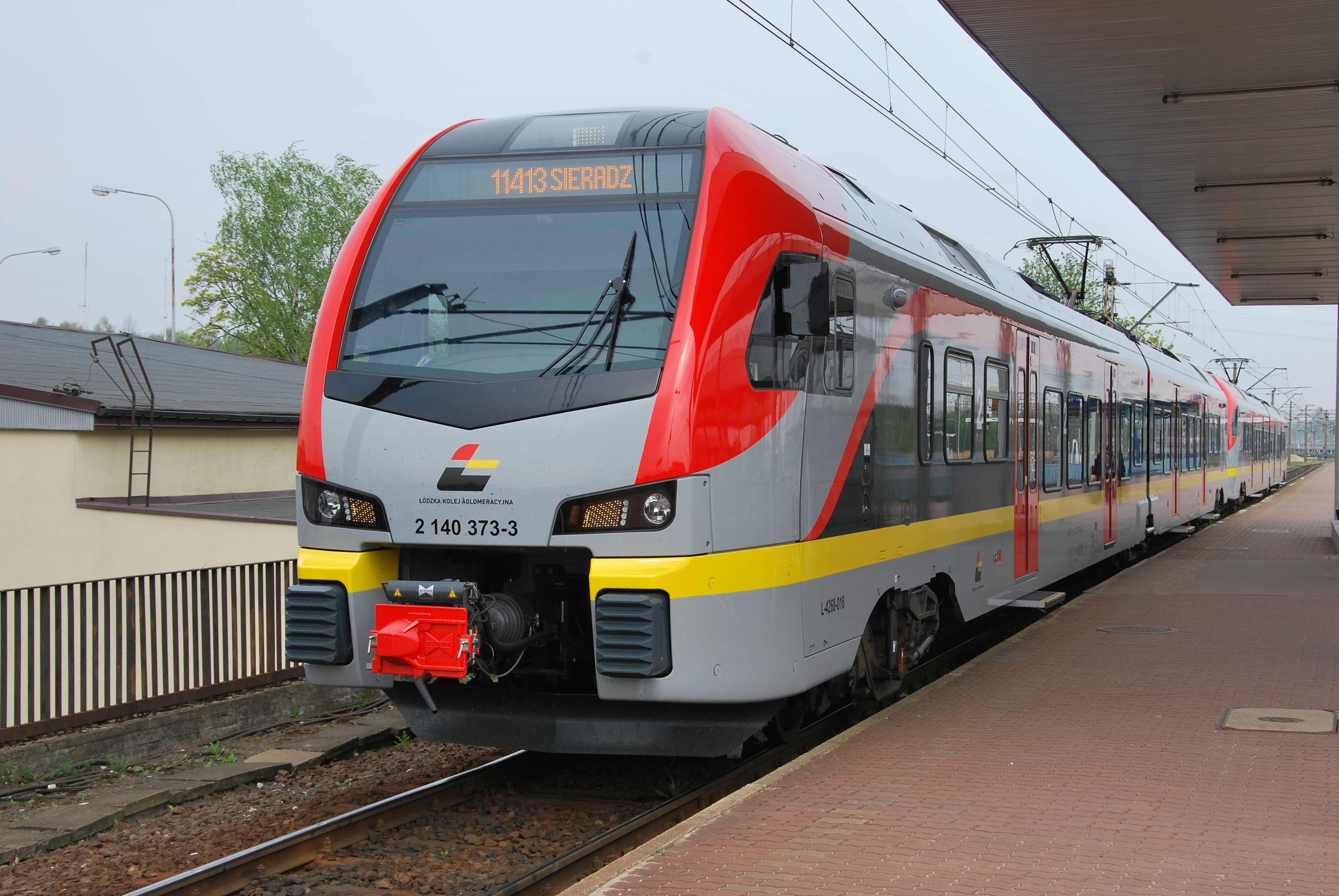
FLIRT³ dla ŁKA

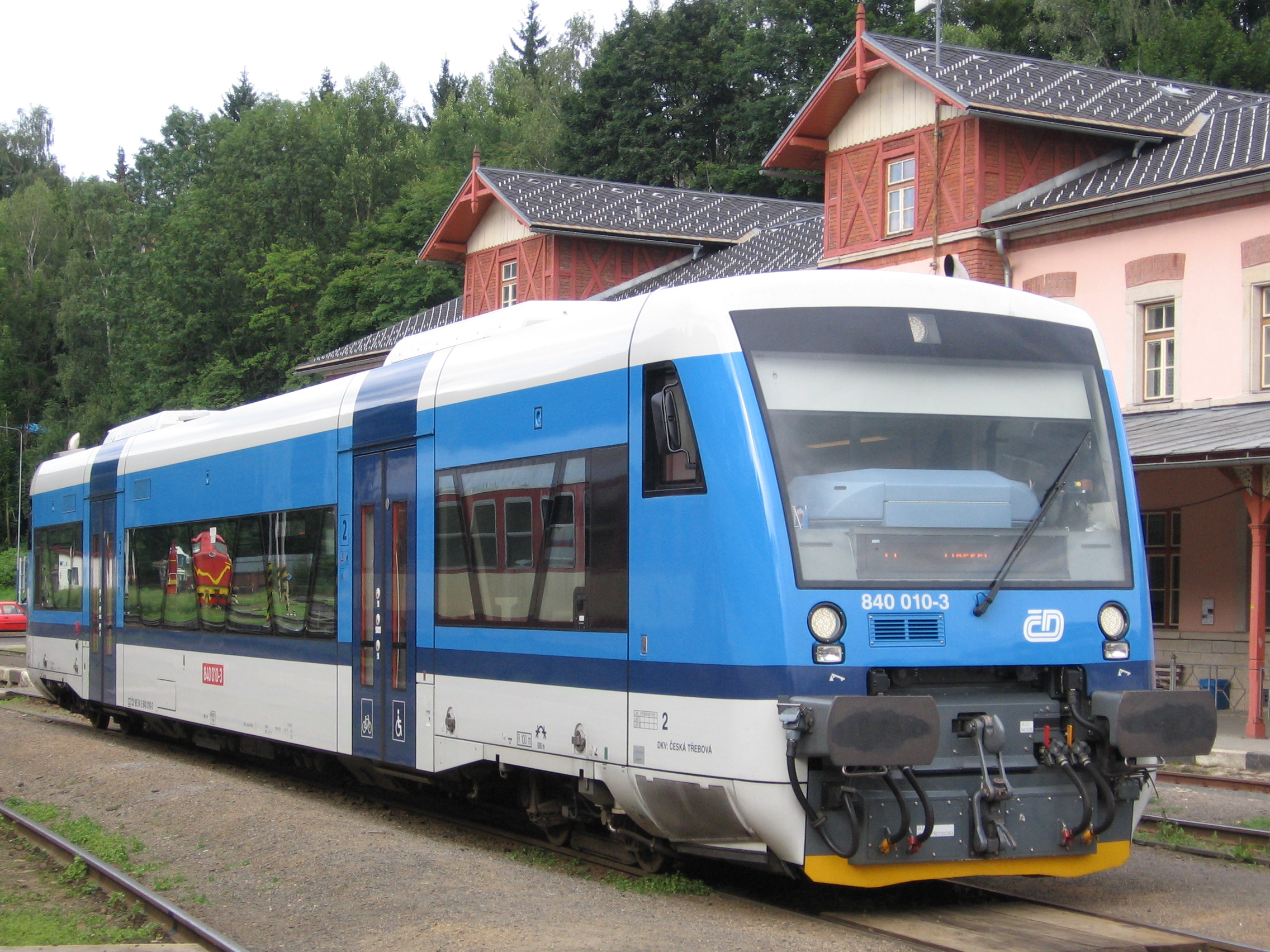
Regio-Shuttle dla ČD

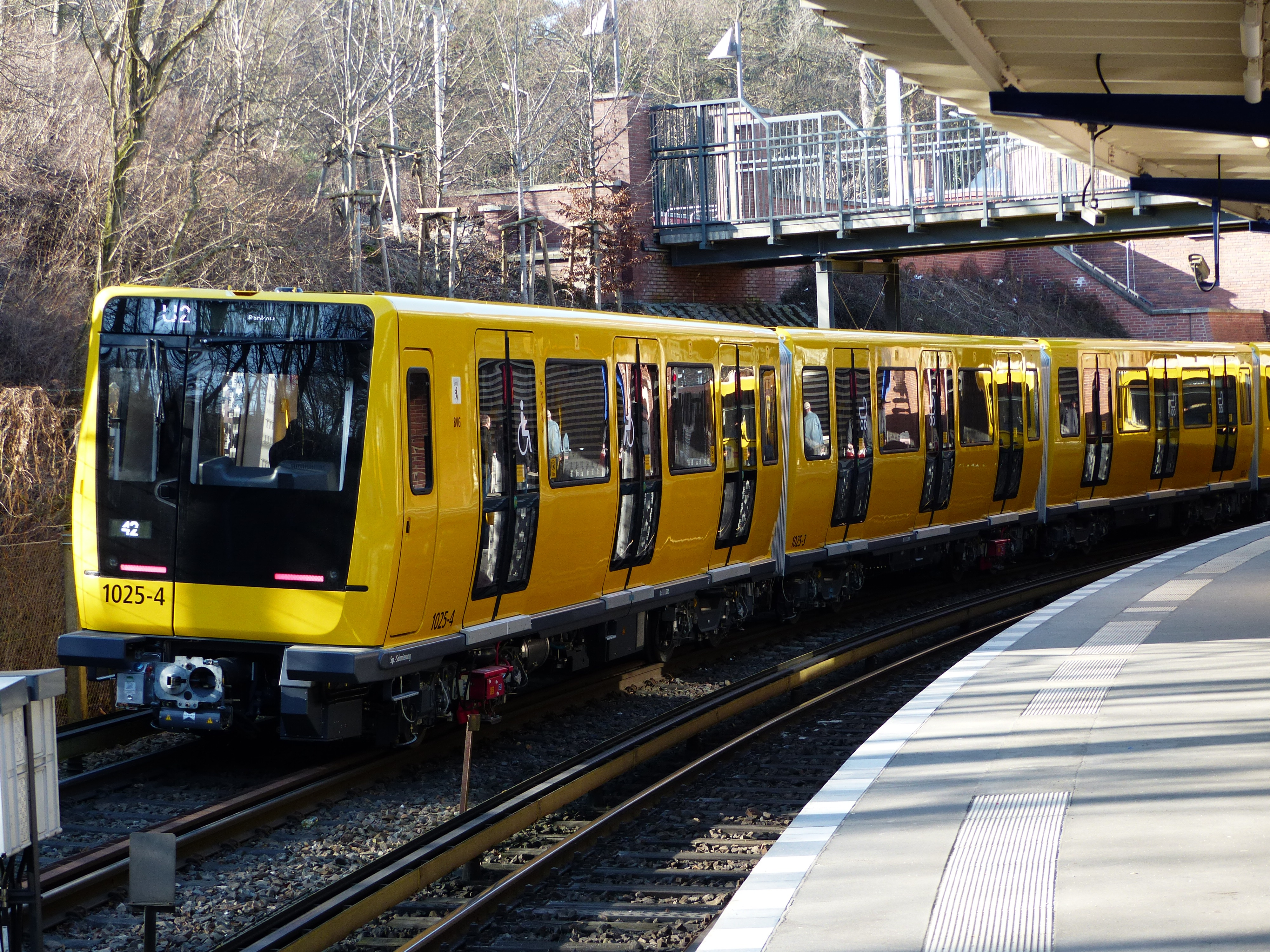
Wagony metra IK w Berlinie

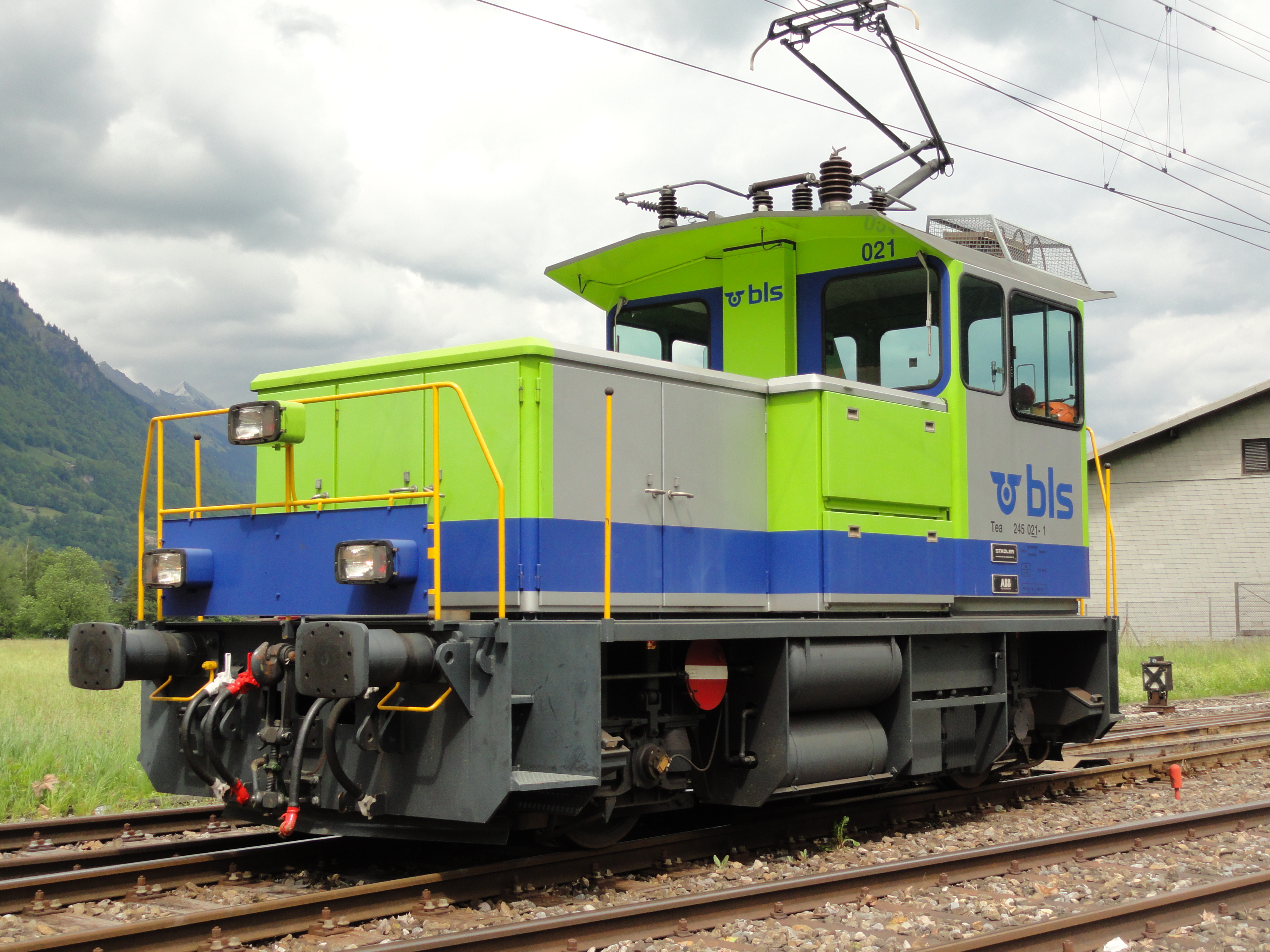
Lokomotywa serii Tea 245

Grupa Stadler Rail oferuje pojazdy kolejowe, pojazdy do obsługi transportu miejskiego i pojazdy kolei zębatej, a także usługi serwisowe, utrzymania, naprawy, przeglądy, modernizacje i rewitalizacje pojazdów.
Stadler produkuje:
- pojazdy o konstrukcji modułowej[11]:
  - dla kolei:
    - zespoły: FLIRT[12], FLIRT³[13], KISS[14], GTW[15] i WINK[16],
    - wagony silnikowe: Regio-Shuttle RS1[17],
    - pociągi dużych prędkości: EC250[18],

  - dla transportu miejskiego:
    - kolejki miejskie: Tango[19] i Variobahn[20],
    - wagony metra: IK[21],
    - tramwaje: 62103, Metelica, 802, 843 i 84300M[22],
    - trolejbusy: 42003, 321, 333 i 43303A[23],
    - autobusy hybrydowe: A420[23],
- pojazdy dostosowane do potrzeb klienta[11]:
  - lokomotywy[24],
  - wagony pasażerskie[25],
  - wagony specjalne[26],
  - wagony kolei zębatej[27].

Pojazdy Stadlera w połowie 2016 były eksploatowane łącznie w 28 państwach, m.in.: w Algierii, Austrii, Azerbejdżanie, na Białorusi, w Brazylii, Czechach, Danii, Estonii, Finlandii, we Francji, w Grecji, Hiszpanii, Holandii, Luksemburgu, Niemczech, Norwegii, Polsce, Rosji, Serbii, na Słowacji, w Szwajcarii, Szwecji, USA, na Węgrzech, w Wielkiej Brytanii i we Włoszech.

### Zestawienie wyprodukowanych pojazdów
| Pojazd            | Lata produkcji | Liczba sztuk | Źródła               |
| ----------------- | -------------- | ------------ | -------------------- |
| KISS              | od 2011        | 216          | [ 30 ] [ 31 ]        |
| FLIRT i FLIRT³    | od 2004        | 1128         | [ 30 ] [ 31 ]        |
| GTW               | od 1996        | 600          | [ 30 ] [ 32 ]        |
| Regio-Shuttle RS1 | od 1996        | 497          | [ 30 ] [ 33 ]        |
| EC250             | od 2014        | 29           | [ 30 ] [ 34 ]        |
| Variobahn         | b.d.           | 407          | [ 30 ]               |
| Tango             | b.d.           | 159          | [ 30 ]               |
| IK                | od 2012        | 47           | [ 30 ] [ 35 ] [ 36 ] |

## Prezentacje na targach

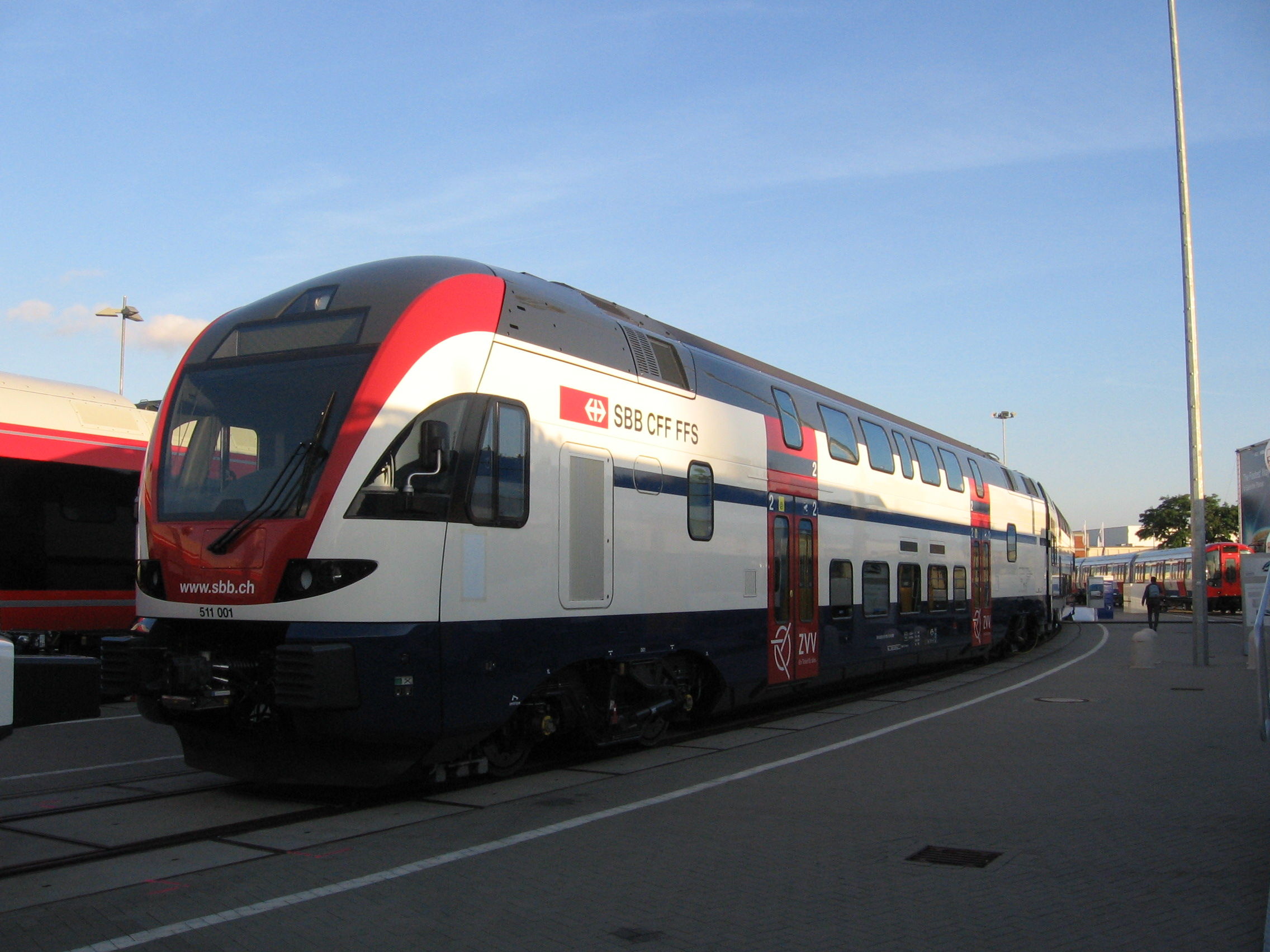
KISS na InnoTrans 2010

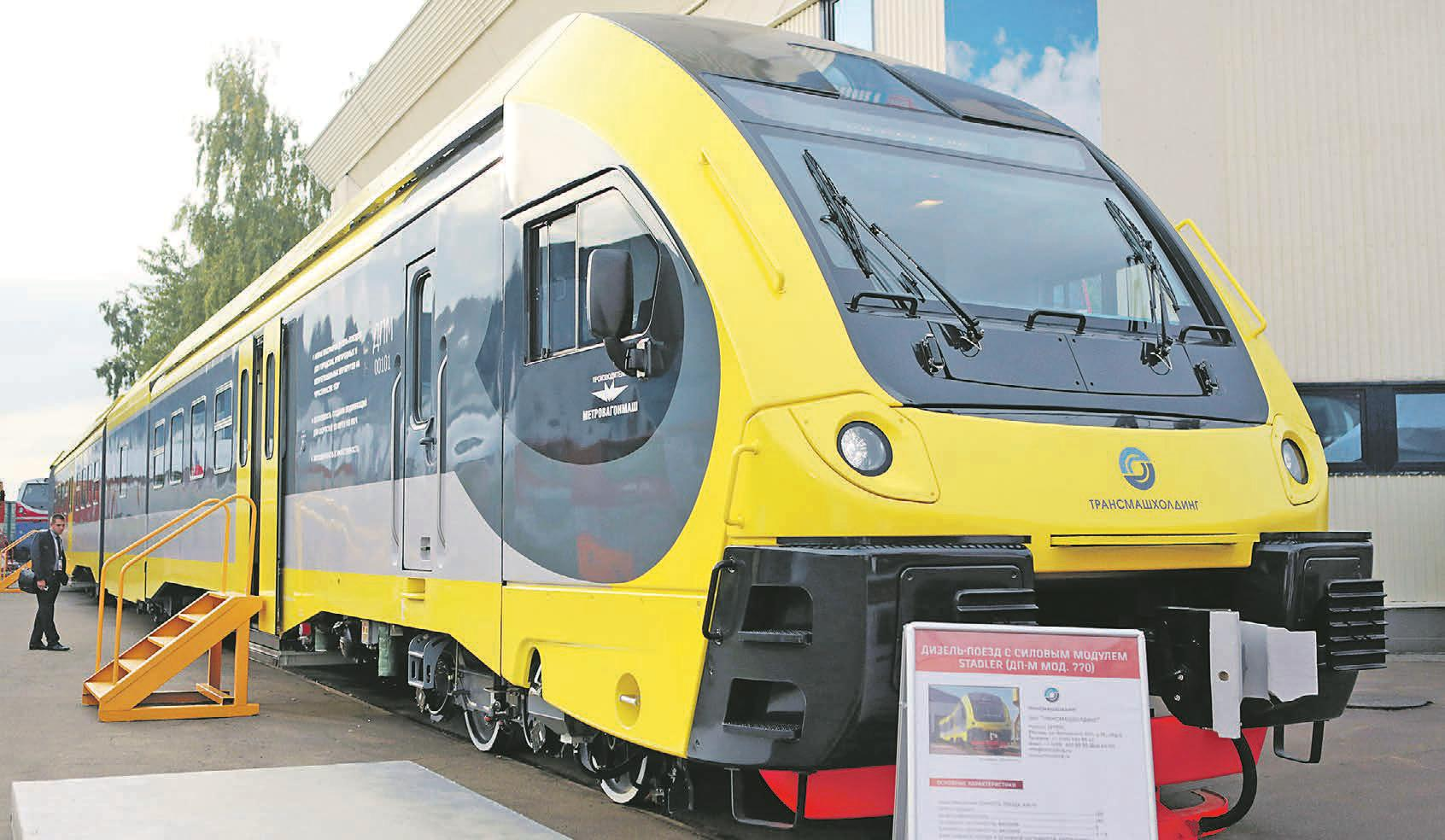
DPM na Expo 1520 w 2013

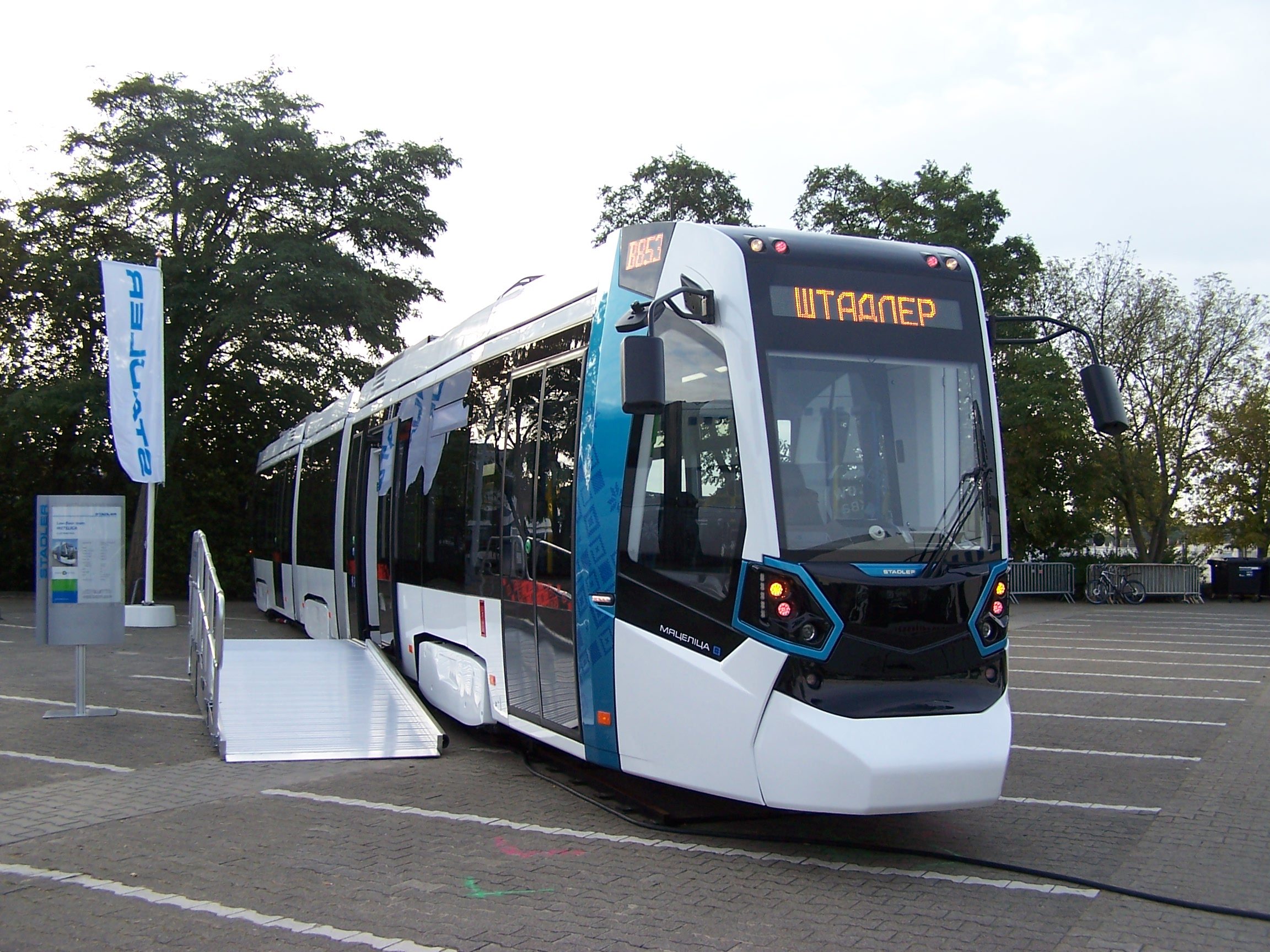
Metelica na InnoTrans 2014

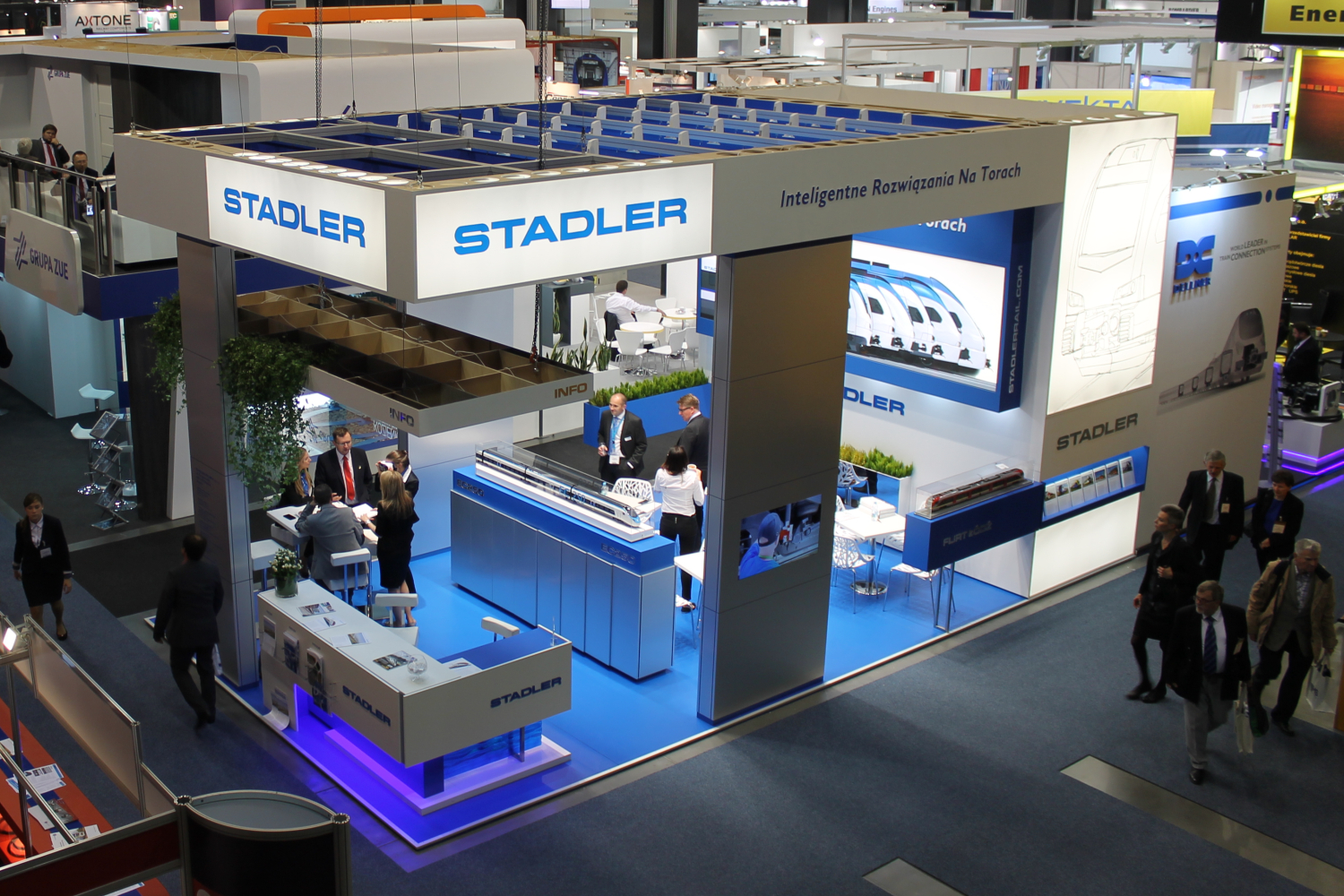
Stoisko Stadlera podczas Trako 2015

| Data                          | Miejsce     | Targi     | Tabor | Źródła                      |
| ----------------------------- | ----------- | --------- | --- | --------------------------- |
| 28–30 października 1998       | Berlin      | InnoTrans | GTW 2/6 dla Mittelthurgaubahn | [ 37 ]                      |
| 20–22 października 1999       | Gdynia      | Trako     | Regio-Shuttle RS1 | [ 38 ]                      |
| 12–17 września 2000           | Berlin      | InnoTrans | GTW 2/6 dla UBB | [ 39 ]                      |
| 20–24 września 2004           | Berlin      | InnoTrans | FLIRT dla SBB | [ 40 ]                      |
| 19–22 września 2006           | Berlin      | InnoTrans | FLIRT dla Cantus | [ 41 ]                      |
| 23–26 września 2008           | Berlin      | InnoTrans | FLIRT dla SNTF | [ 42 ] [ 43 ]               |
| 14–16 października 2009       | Gdańsk      | Trako     | FLIRT dla KM | [ 44 ] [ 45 ]               |
| 21–24 września 2010           | Berlin      | InnoTrans | FLIRT dla Norges Statsbaner KISS dla SBB | [ 46 ] [ 47 ]               |
| 18–21 września 2012           | Berlin      | InnoTrans | FLIRT dla Leo Express KISS dla ODEG KISS dla BLS Eem 923 dla SBB DT8.12 dla Stuttgartu                                                        | [ 48 ] [ 49 ] [ 50 ] [ 51 ] |
| 11–14 września 2013           | Szczerbinka | Expo 1520 | FLIRT dla Elektriraudtee DPM | [ 52 ] [ 53 ]               |
| 23–26 września 2014           | Berlin      | InnoTrans | FLIRT³ dla DB Regio FLIRT³ dla Železnice Srbije Regio-Shuttle RS1 dla NEB Metelica dla Mińska                                                 | [ 54 ]                      |
| 2–5 września 2015             | Szczerbinka | Expo 1520 | KISS dla RŻD | [ 55 ] [ 56 ]               |
| 22–25 września 2015           | Gdańsk      | Trako     | FLIRT³ dla PKP Intercity FLIRT³ dla ŁKA GTW dla FNM                                                                                           | [ 57 ]                      |
| 20–23 września 2016           | Berlin      | InnoTrans | FLIRT³ dla Nederlandse Spoorwegen EC250 dla SBB Variobahn dla Aarhus Citylink dla Chemnitz Class 88 wagon sypialny dla Kolei Azerbejdżańskich | [ 58 ]                      |
| 30 sierpnia – 2 września 2017 | Szczerbinka | Expo 1520 | Metelica dla Petersburga | [ 59 ] [ 60 ]               |
| 2017                          | Gdańsk      | Trako     | FLIRT³ dla NSB FLIRT³ dla GYSEV | [ 61 ]                      |
| 2018                          | Berlin      | InnoTrans | Eurodual dla HVLE pociąg metra dla Glasgow 483/484 dla S-Bahn w Berlinie Flirt dla Greater Anglia KISS dla Mälab pociąg dla RBS Flirt dla SOB | [ 62 ]                      |

## Wyniki finansowe
Źródła: .

## Zatrudnienie
Źródła: .

## Struktura organizacyjna
Koncern Stadler ma strukturę holdingową, w której spółka Stadler Rail jest podmiotem nadrzędnym dla pozostałych podmiotów. W 2005 wyłączny akcjonariusz Peter Spuhler zdecydował o stopniowym przekazywaniu 10% swoich udziałów kadrze. W 2015 do dyrektora należało 83% akcji, 5% do fundacji RAG-Stftung, a pozostałe 12% do pracowników z wieloletnim stażem.

## Zakłady
| Pełna nazwa oryginalna                  | Oddział             | Lokalizacja                        | Rok uruchom. | Działalność | Działalność | Działalność            | Działalność | Źródła                      |
| Pełna nazwa oryginalna                  | Oddział             | Lokalizacja                        | Rok uruchom. | handlowa    | projektowa  | produkcyjna            | serwisowa   | Źródła                      |
| --------------------------------------- | ------------------- | ---------------------------------- | ------------ | ----------- | ----------- | ---------------------- | ----------- | --------------------------- |
| Stadler Bussnang AG                     | Szwajcaria          | Bussnang                           | 1962         | Tak         | Tak         | Tak                    | Nie         | [ 2 ] [ 67 ] [ 68 ]         |
| Stadler Altenrhein AG                   | Szwajcaria          | Altenrhein                         | 1997         | Nie         | Tak         | Tak                    | Nie         | [ 69 ] [ 67 ] [ 68 ]        |
| IBS-Zentrum Erlen                       | Szwajcaria          | Erlen                              | 2010         | Nie         | Nie         | Testy i uruchomienia   | Nie         | [ 70 ] [ 71 ] [ 67 ] [ 68 ] |
| Stadler Pankow GmbH                     | Niemcy              | Berlin                             | 2000         | Tak         | Tak         | Tak                    | Tak         | [ 72 ] [ 67 ] [ 1 ]         |
| Stadler Pankow GmbH                     | Niemcy              | Velten                             | 2002         | Nie         | Nie         | Tak                    | Tak         | [ 72 ] [ 67 ] [ 1 ]         |
| Stadler Reinickendorf GmbH              | Niemcy              | Berlin                             | 2011         | Nie         | Nie         | Tak                    | Nie         | [ 73 ] [ 67 ] [ 1 ]         |
| Stadler Winterthur AG                   | Komponenty          | Winterthur                         | 2005         | Nie         | Tak         | Tak                    | Nie         | [ 74 ] [ 67 ] [ 1 ]         |
| Stadler Stahlguss AG                    | Komponenty          | Biel/Bienne                        | 2004         | Nie         | Nie         | Tak                    | Nie         | [ 75 ] [ 67 ]               |
| Stadler Polska Sp. z o.o.               | Europa Środkowa     | Siedlce                            | 2007         | Nie         | Nie         | Tak                    | Tak         | [ 76 ] [ 67 ] [ 77 ]        |
| Stadler Praha, s.r.o.                   | Europa Środkowa     | Praga                              | 2009         | Nie         | Tak         | Nie                    | Nie         | [ 78 ] [ 67 ] [ 1 ]         |
| CJSC Stadler Minsk                      | Europa Środkowa     | Mińsk                              | 2013         | Nie         | Nie         | Tak                    | Nie         | [ 79 ] [ 67 ] [ 5 ]         |
| Stadler Ungarn Kft.                     | Europa Środkowa     | Budapeszt                          | 2005         | Tak         | Nie         | Nie                    | Nie         | [ 80 ] [ 67 ] [ 1 ] [ 81 ]  |
| Stadler Pusztaszabolcs                  | Serwis              | Pusztaszabolcs                     | 2007         | Nie         | Nie         | Nie                    | Tak         | [ 80 ] [ 67 ] [ 1 ] [ 81 ]  |
| Stadler Szolnok Vasúti Járműgyártó Kft. | Komponenty i Serwis | Szolnok                            | 2009         | Nie         | Nie         | Tak                    | Tak         | [ 80 ] [ 67 ] [ 1 ] [ 81 ]  |
| Stadler Algérie Eurl                    | Serwis              | Algier                             | 2008         | Nie         | Nie         | Nie                    | Tak         | [ 82 ] [ 67 ] [ 1 ]         |
| Stadler Rail Service Italy              | Serwis              | Merano                             | b.d.         | Nie         | Nie         | Nie                    | Tak         | [ 83 ]                      |
| Stadler Linz                            | Serwis              | Linz                               | 2011         | Nie         | Nie         | Nie                    | Tak         | [ 84 ] [ 1 ]                |
| Stadler Netherlands B.V.                | Serwis              | Twello Venlo Leeuwarden Nieuwegein | 2013         | Nie         | Nie         | Nie                    | Tak         | [ 85 ]                      |
| Stadler Australia                       | Szwajcaria          | Sydney                             | 2015         | Tak         | Nie         | Montaż końcowy (plan.) | Nie         | [ 7 ] [ 67 ]                |
| Stadler Rail Valencia S.A.U.            | Hiszpania           | Walencja                           | 2016         | Nie         | Tak         | Tak                    | Nie         | [ 6 ] [ 86 ]                |
| Stadler US Inc.                         | Szwajcaria          | Salt Lake City                     | 2016         | Nie         | Nie         | Montaż końcowy         | Nie         | [ 8 ] [ 67 ]                |

### Stadler Bussnang

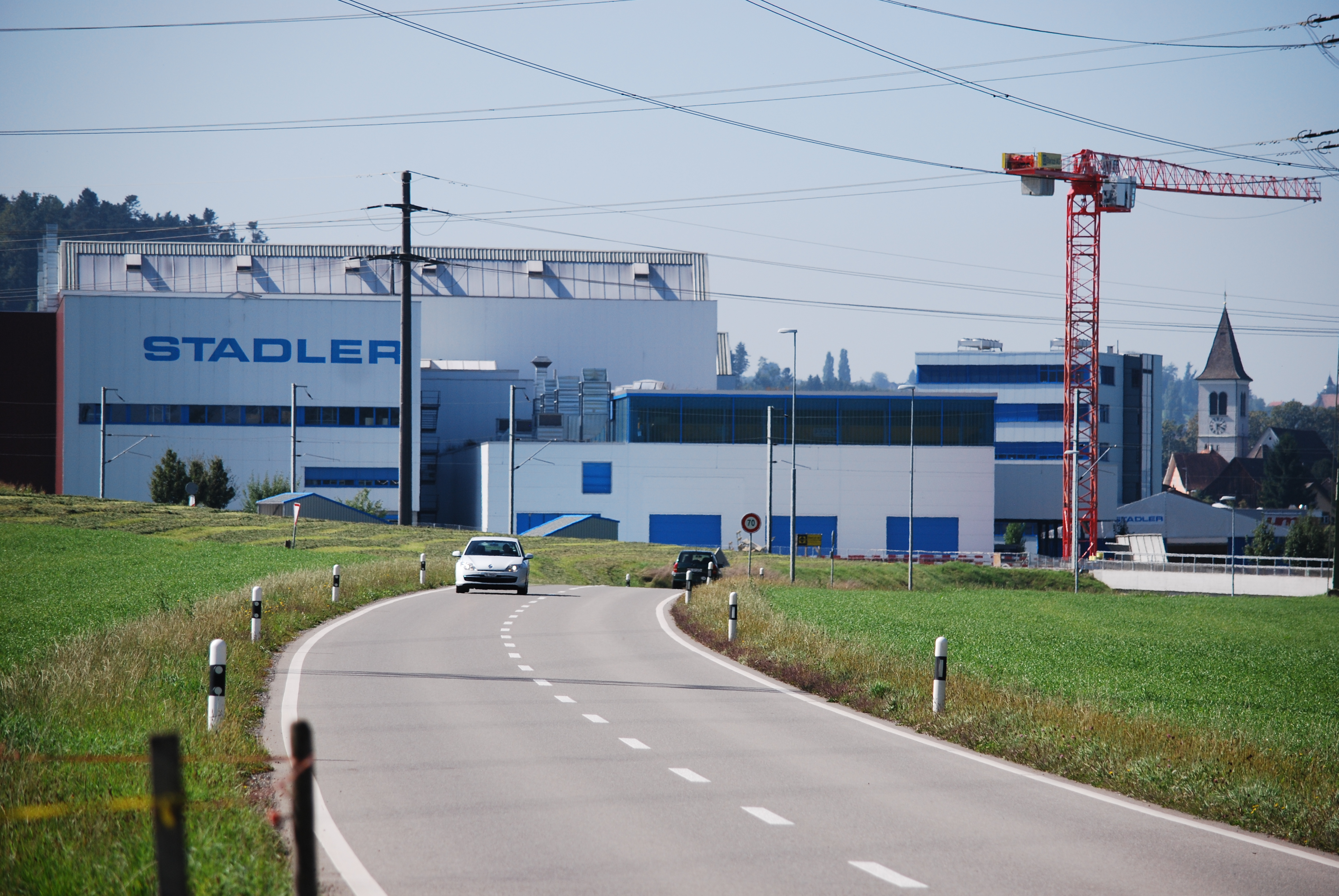
Zakład w Bussnang

W 1962 wybudowano pierwszą halę w Bussnang oraz przeniesiono tu siedzibę przedsiębiorstwa. W 2001 wybudowano drugą halę montażową oraz pomieszczenia biurowe, a w 2004 miało miejsce uroczyste otwarcie hali nr 3.
W Bussnang mieści się główna siedziba przedsiębiorstwa. Spółka odpowiada za sprzedaż pojazdów klientom ze Szwajcarii, a także za nadzór realizacji zleceń na pojazdy specjalne i kolei zębatej. Znajduje się tu centrum projektowe pojazdów FLIRT, GTW i kolei zębatej, w którym powstają również nowe koncepcje pojazdów elektrycznych. Od października 2010 pojazdy wyprodukowane w Bussnang są testowane i uruchamiane w IBS-Zentrum w Erlen.

### Stadler Altenrhein

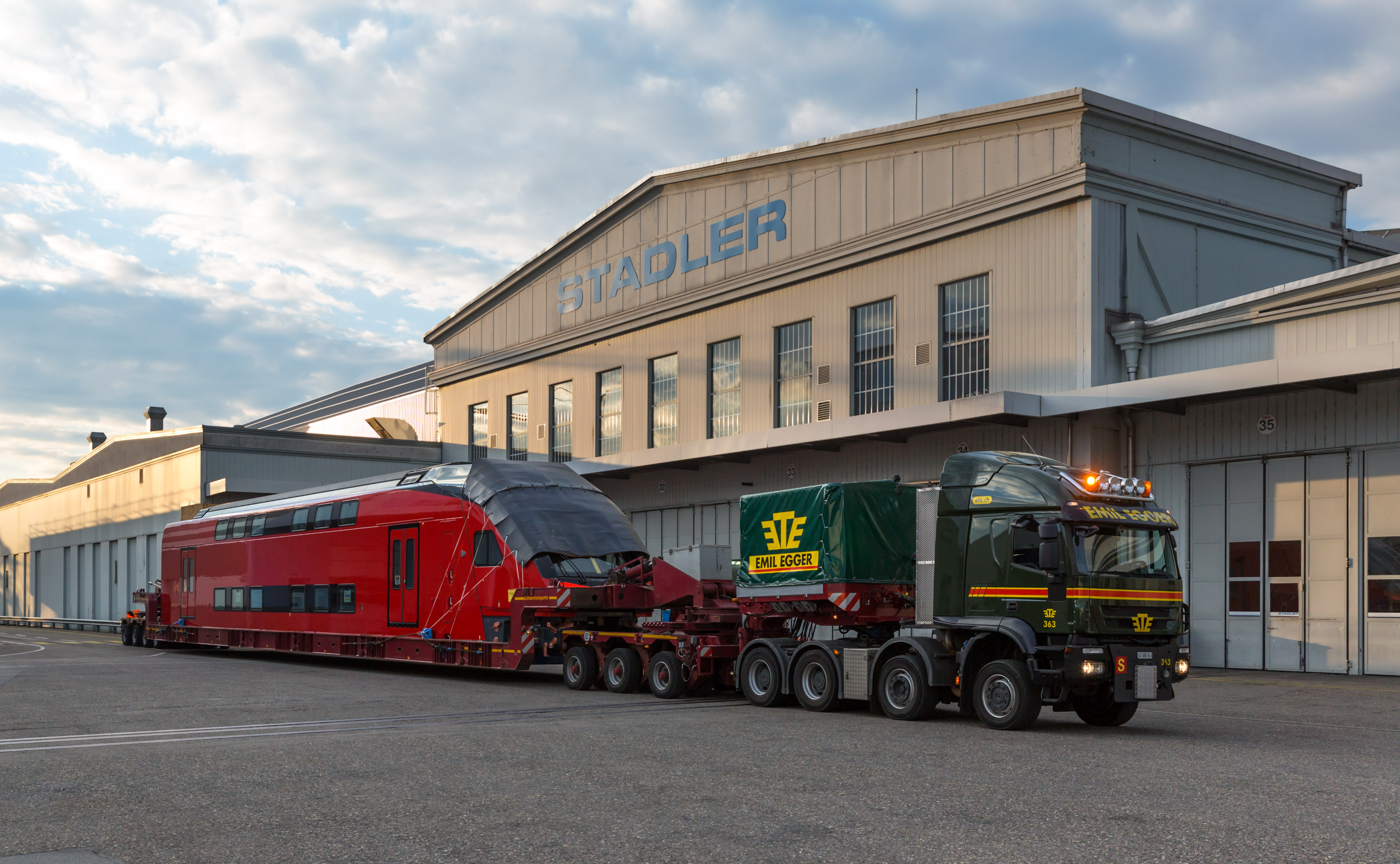
Pojazd KISS na terenie zakładu w Altenrhein

W 1997 Stadler przejął od Schindler Waggon zakład w Altenrhein i utworzył spółkę Stadler Altenrhein. Przez kolejne lata zakład był rozbudowywany i stał się centrum kompetencyjnym dla piętrowych zespołów trakcyjnych. Prócz tego typu pojazdów produkowane są tu również tramwaje i wagony osobowe oraz pojazdy na metrowy rozstaw szyn. W Altenrhein mieści się także dział rozwoju konstrukcji mechanicznych zajmujący się m.in. strukturą pudeł wagonów.

### IBS-Zentrum Erlen
W październiku 2010 przekazano do eksploatacji centrum uruchamiania i testów pojazdów szynowych w Erlen. Pociągi produkowane w zakładach w Bussnang i Altenrhein przechodzą tu 6-tygodniowy program testów i uruchamiania.

### Stadler Pankow

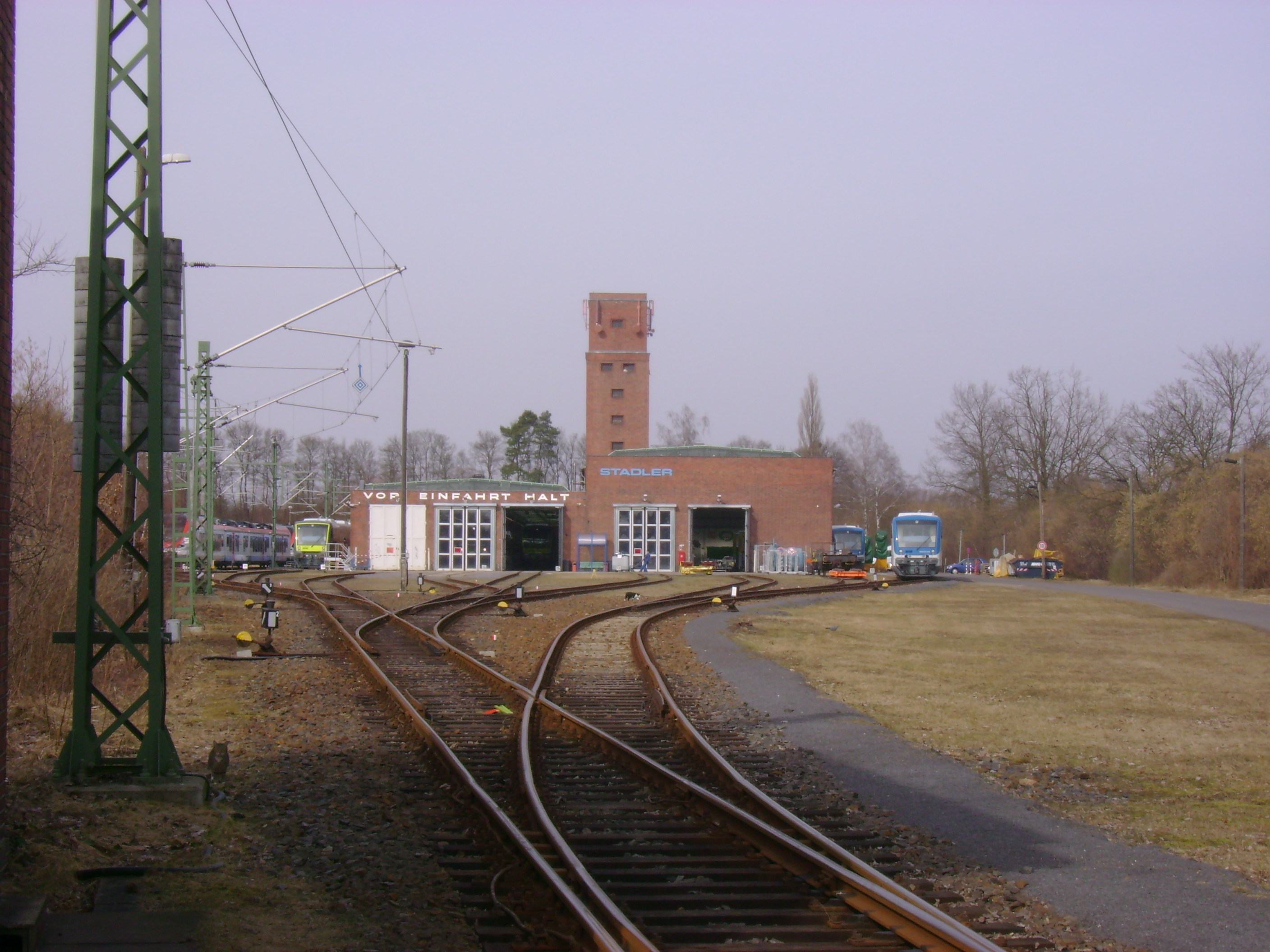
Hala w Velten

W 2000 w Berlinie została utworzona jako joint venture z przedsiębiorstwem Adtranz spółka Stadler Pankow GmbH. W czerwcu następnego roku Stadler Rail przejął 100% jej udziałów.
Stadler Pankow jest odpowiedzialny za rynek niemiecki i eksport tramwajów. Stanowi on również centrum kompetencji dla pojazdu Regio-Shuttle RS1. W Berlinie wytwarzane są wszystkie pojazdy dla Niemiec i tramwaje eksportowe.
Od 2002 do spółki należy centrum serwisowe w Velten, gdzie przeprowadzany jest montaż końcowy pojazdów i ich uruchamianie. W 2011 zakład rozszerzono o uruchomioną 5 września 2011 montownię w Berlin-Hohenschönhausen oraz podporządkowano mu spółkę Stadler Reinickendorf GmbH.

### Stadler Reinickendorf
W 2011 powstał Stadler Reinickendorf będący spółką zależną berlińskiego Stadler Pankow GmbH. W zakładzie ma miejsce wykańczanie i malowanie pudeł wagonów, w szczególności zespołów KISS wytworzonych w Berlinie.

### Stadler Winterthur
W 2005 przejęto Winpro w szwajcarskim Winterthur, a rok później zakład przemianowano na Stadler Winterthur i utworzono spółkę o tej samej nazwie. Jest to centrum kompetencji dla wózków. W latach 2008–2009 z myślą o ich budowie w dzielnicy miasta Oberwinterthur powstał nowy zakład.

### Stadler Stahlguss
W 2004 zakład Von Roll Stahlgiesserei Biel został przejęty przez Stadlera i powstała spółka Stadler Stahlguss. Odlewnia w Biel/Bienne zajmuje się wytwarzaniem ręcznie formowanych odlewów stalowych dla przedsiębiorstw z grupy Stadler Rail oraz klientów zewnętrznych spoza branży kolejowej.

### Stadler Polska

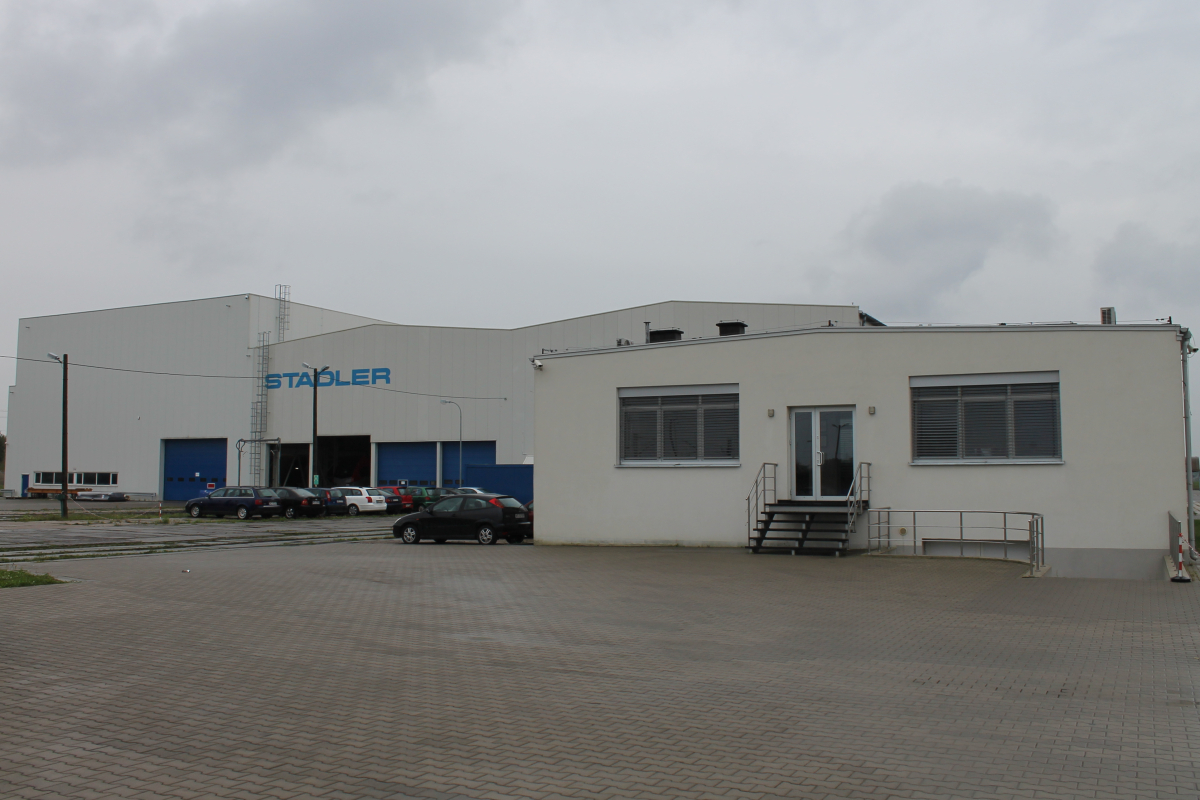
Fabryka w Siedlcach

Pod koniec czerwca 2006 Stadler Bussnang wygrał przetarg na dostawę 10 EZT dla Mazowsza i 4 dla Śląska. Zaraz po tym powstała spółka Stadler Polska, a Stadler Rail rozpoczął działania nad ulokowaniem zakładu w Siedlcach. Stadler wydzierżawił od PKP teren dawnej bazy montażu przęseł torowych z halą montażową i w grudniu 2006 rozpoczął jej modernizację. 22 lutego 2007 położono kamień węgielny pod nową fabrykę, a pod koniec maja zakończono prace konstrukcyjne. W czerwcu rozpoczęto realizację pierwszego zamówienia, którym było 14 pojazdów dla Polski, a 5 września 2007 dyrektor Stadlera Peter Spuhler dokonał uroczystego otwarcia siedleckiej montowni. Po zakończeniu kontraktu dla Mazowsza i Śląska, ze względu na brak kolejnych zamówień na rynku polskim, do Siedlec przesunięto część zamówień eksportowych.
Siedlecka fabryka specjalizuje się w produkcji zespołów FLIRT i GTW, ponadto wytwarza komponenty elektryczne używane w pojazdach KISS oraz serwisuje tabor m.in. Kolei Mazowieckich, Kolei Śląskich, ŁKA i Leo Express.

### Stadler Praga
W 2009 w Czechach utworzono spółkę Stadler Praha. Zakład zlokalizowany w Pradze wspiera pozostałe oddziały w dziedzinie projektowania i rozwoju pojazdów szynowych.

### Stadler Mińsk
W 2007 roku Stadler rozpoczął współpracę z białoruską firmą Biełkommunmasz. W 2012 założono spółkę Stadlera w Mińsku jako joint venture Stadlera i Biełkommunmasz. Spółka powstała przede wszystkim po to aby ułatwić ekspansję na rynki krajów byłego ZSRR. Zakład umiejscowiony na obrzeżach miasta począwszy od 2013 produkuje pojazdy na rynki wschodnie. Lokalizacja fabryki we wschodniej Europie ułatwiła ich dostawy.

### Stadler Węgry
W grudniu 2005 utworzono oddział Stadlera na Węgrzech. Spółka Stadler Ungarn ma swoje biuro w Budapeszcie oraz wspiera sprzedaż i marketing pojazdów na Węgrzech. Jest odpowiedzialna za centrum serwisowe w Pusztaszabolcs, które zostało uruchomione 4 maja 2007 i zajmuje się utrzymaniem zespołów FLIRT należących do MAV oraz realizuje zlecenia firm zewnętrznych. W lutym 2009, by zwiększyć zdolność produkcji aluminiowych pudeł wagonów, uruchomiono zakład w Szolnok należący do spółki Stadler Szolnok Vasúti Járműgyártó. We wrześniu 2009 został on dodatkowo rozbudowany. Produkowane w nim pudła są dostarczane głównie do berlińskiego zakładu spółki Stadler Pankow, który wcześniej pozyskiwał elementy z zewnątrz.

### Stadler Algieria
W 2008 w Algierii utworzono spółkę Stadler Algérie Eurl. Na mocy zamówienia z 2006 producent został zobowiązany do dostawy 64 pojazdów 4-członowych z rodziny FLIRT dla przewoźnika SNTF oraz ich serwisu do 2018. By wywiązać się z kontraktu Stadler uruchomił zakład w Algierze w halach udostępnionych przez zamawiającego.

### Stadler Merano
We włoskim Merano Stadler uruchomił centrum serwisowe Stadler Rail Service Italy. W pomieszczeniach udostępnionych przez przewoźnika STA/SAD obsługiwane są składy GTW należące do tego operatora.

### Stadler Linz
W 2011 w austriackim Linz uruchomiono centrum serwisowe. Jest to zakład utrzymania technicznego zespołów KISS dostarczonych w tym samym roku przewoźnikowi Westbahn.

### Stadler Holandia
Od 2013 w Holandii działa centrum serwisowe Stadlera. Spółka Stadler Netherlands B.V. ma swoją siedzibę w Twello, natomiast warsztaty są zlokalizowane w Venlo, Leeuwarden i Nieuwegein. Na mocy długoletnich kontraktów serwisują one pojazdy przewoźników takich jak Arriva, Veolia czy Connexxion.

### Stadler Australia
17 listopada 2015 w Sydney otwarto biuro spółki Stadler Australia. Ruch ten jest związany z planowanymi zamówieniami i rosnącym popytem na lekkie pojazdy szynowe w rejonie Australii, Azji i Pacyfiku. W przyszłości planowane jest utworzenie w Australii spółki joint venture i przeniesienie montażu finalnego pojazdów przeznaczonych na rynek lokalny.

### Stadler Rail Valencia
3 listopada 2015 w Zurychu Stadler podpisał umowę kupna Vossloh Rail Vehicles w Walencji. Od 1 stycznia 2016 spółka działa pod nazwą Stadler Rail Valencia i tworzy Oddział Hiszpania. Należący do niej zakład jest odpowiedzialny za projektowanie i produkcję lokomotyw spalinowo-elektrycznych, a także budowę tramwajów i pociągów metra. Jednostka pozwoli Stadlerowi wejść na rynki w obszarze hiszpańskojęzycznym.

### Stadler US
W połowie 2015 Stadler planował uruchomić swój zakład w USA. W 2016 w Salt Lake City rozpoczęła działalność spółka Stadler US. W jej fabryce realizowany jest montaż końcowy pojazdów na rynek amerykański z wykorzystaniem nadwozi i wózków powstających w zakładach w Szwajcarii.